# Die Frau, von der man spricht
Die Frau, von der man spricht ist eine Screwball-Comedy unter Regie von George Stevens aus dem Jahr 1942, mit der die langjährige Zusammenarbeit der Hauptdarsteller Spencer Tracy und Katharine Hepburn begann.

## Handlung
Die bekannte Politjournalistin Tess Harding äußert in einem Radiointerview, dass Baseball für die Dauer des Zweiten Weltkrieges abgeschafft werden sollte, da der Krieg wichtiger sei. Sam Craig, ein Sportreporter, der wie Tess für den (fiktiven) New York Chronicle arbeitet, widerspricht ihr energisch in seiner Kolumne. Der Chefredakteur versöhnt die beiden und Sam lädt Tess, die von Sport keine Ahnung hat, zu einem Spiel der New York Yankees ein. Tess revanchiert sich, indem sie Sam zu einer Cocktail-Party bei sich einlädt, bei der aber offenbar niemand Englisch spricht. Obwohl sie das jeweilige Metier des Anderen gering schätzen, fühlen sich die weltgewandte Tochter eines Senators und der bodenständige Sportreporter voneinander angezogen. Sam macht ihr einen Heiratsantrag, und Tess organisiert eine überstürzte und hektische Hochzeit, da ihre Familie sonst kaum Zeit hat.
Schnell ist zumindest Sam offensichtlich, dass ihre charakterlichen und gesellschaftlichen Unterschiede die Ehe erschweren. Sam muss in das Appartement von Tess einziehen, anstatt dass sie sich gemeinsam eine Wohnung aussuchen, und fühlt sich wie ihr Anhängsel. Aufgrund des politischen Engagements von Tess bleibt kaum private Zeit. Als auch sie bemerkt, dass ihrer Ehe etwas fehlt, adoptiert sie kurz entschlossen einen griechischen Flüchtlingsjungen, weil sie die Schirmherrschaft für das griechische Waisenhaus übernommen hatte. Da der Junge kaum Zuwendung erhält, bringt Sam ihn wieder in das Waisenhaus zurück. Tess will den Jungen zurückholen, aber er will lieber im Waisenhaus bleiben. Schließlich wird Tess zur „Frau des Jahres“ gewählt, doch am selben Abend beendet Sam die Beziehung und Tess muss alleine zur Gala. 
Am nächsten Tag erhält Tess ein Telegramm ihres Vaters, in dem er sie und Sam dringend in sein Haus nach Connecticut einlädt. Sam will aber nicht mitfahren. Tess fährt nach Connecticut und erfährt, dass ihr seit langem verwitweter Vater und ihre Tante – eine berühmte Frauenrechtlerin – heiraten. Senator Harding und Tante Ellen hatten sich in letzter Zeit einsam gefühlt und auch ihr beruflicher Erfolg hatte sie nicht mehr zufriedengestellt, weshalb sie zueinander fanden. Bei der Hochzeitszeremonie, die wesentlich bedächtiger und eleganter als die von Sam und Tess ausfällt, kommt Tess ins Nachdenken. Am nächsten Morgen kehrt sie zurück und will Sam ein perfektes Frühstück kochen. Allerdings hat sie keine Ahnung von Haushaltsführung und richtet ein Chaos an, von dem Sam erwacht. Tess erklärt, sie wolle von nun an nur Hausfrau sein. Sam erwidert, sie solle weder nur die Journalistin Tess Harding noch nur die Hausfrau Mrs. Sam Craig sein, sondern Tess Harding Craig. 

## Kritiken
„Eine extravagante politische Kolumnistin heiratet einen gutmütigen Sportreporter: Es braucht viel Good Will und Liebe auf beiden Seiten, bis die Ehe endlich glücklich wird. Humorvolle Komödie aus dem Zeitungsmilieu, wirkungsvoll zelebriert von dem hier erstmals gemeinsam auftretenden Stargespann Spencer Tracy und Katharine Hepburn.“

„Diese ungemein vergnügliche Komödie - unvergesslich ist etwa die Szene, in der sie versucht, ihr erstes Live-Baseball-Spiel zu verstehen - war der Start für eine der glücklichsten Starkombinationen der Filmgeschichte. Katharine Hepburn und Spencer Tracy ergänzten sich perfekt.“

## Auszeichnungen
- 1942 – Oscar in der Kategorie Bestes Originaldrehbuch. Außerdem nominiert in der Kategorie Beste Hauptdarstellerin (Hepburn)
- 1999 – Aufnahme in das National Film Registry der aus film- bzw. kulturgeschichtlicher Sicht bedeutendsten US-Filmproduktionen

## Synchronisation
| Rolle                | Darsteller        | Synchronsprecher |
| -------------------- | ----------------- | ---------------- |
| Sam Craig            | Spencer Tracy     | Walter Richter   |
| Tess Harding         | Katharine Hepburn | Carola Höhn      |
| Ellen Whitcomb       | Fay Bainter       | Ursula Krieg     |
| Gerald (OF: Clayton) | Reginald Owen     | Axel Monjé       |
| 'Pinkie' Peters      | William Bendix    | Reinhold Bernt   |